# Podhájska
Podhájska est une commune du district de Nové Zámky, dans la région de Nitra, en Slovaquie.

## Histoire
La première mention écrite du village date de 1075.

## Démographie

### Évolution de la population
| Année:               | 1994. | 2004.   | 2014.    | 2024.   |
| -------------------- | ----- | ------- | -------- | ------- |
| Nombre de personnes: | 1258  | 1156    | 1032     | 1062    |
| Différence:          |       | -8,10 % | -10,72 % | +2,90 % |

| Année:               | 2023. | 2024.   |
| -------------------- | ----- | ------- |
| Nombre de personnes: | 1055  | 1062    |
| Différence:          |       | +0,66 % |